# ناناویل استیت (هاوایی)
ناناویل استیت (به انگلیسی: Nanawale Estates) یک منطقهٔ مسکونی در ایالات متحده آمریکا است که در شهرستان هاوایی، هاوایی واقع شده‌است. ناناویل استیت ۵٫۷ کیلومتر مربع مساحت و ۱٬۴۲۶ نفر جمعیت دارد و ۱۲۸ متر بالاتر از سطح دریا واقع شده‌است.